# Helly Frauwallner

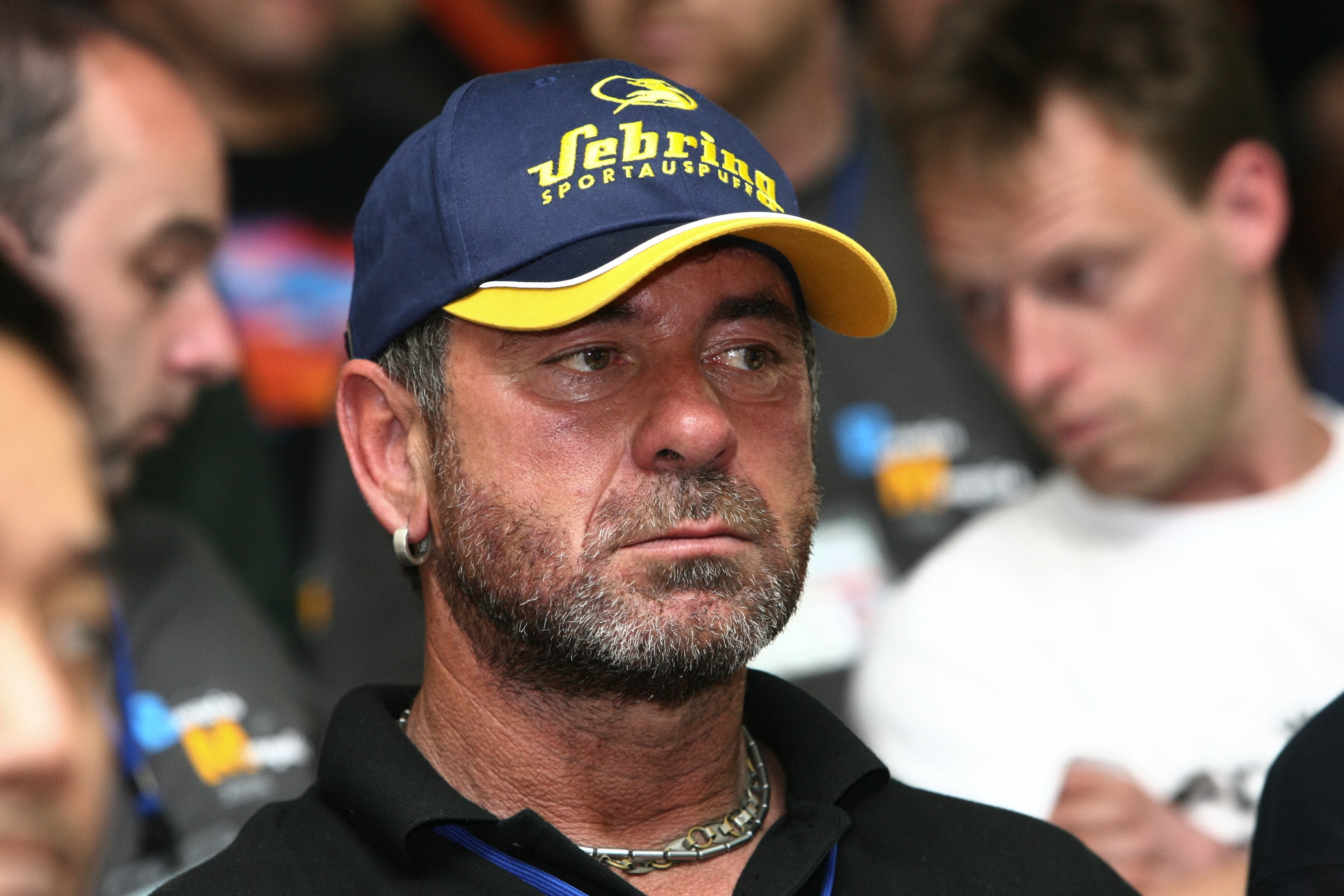
Helly Frauwallner 2006

Helly Frauwallner (* 12. Oktober 1958 in Bairisch Kölldorf, Österreich) ist ein österreichischer Endurorennfahrer und mehrmaliger österreichischer Motocross-Staatsmeister.

## Leben
Frauwallner begann seine Motorsportkarriere Anfang der 1970er-Jahre im Motocrosssport und gewann 1975 erstmals die österreichische Juniorenstaatsmeisterschaft. 1976 verteidigte er den Titel. 1977 belegte er in der österreichischen 125-cm³-Meisterschaft den vierten Platz. 1978 wurde er in der Klasse bis 75 cm³ österreichischer Staatsmeister. 1979 konnte er sich sowohl in der Klasse bis 125 cm³ als auch in der Klasse bis 250 cm³ den Titel des österreichischen Vize-Staatsmeisters sichern. 1980 belegte er in der 125-cm³-Staatsmeisterschaft den dritten und in der 250-cm³-Staatsmeisterschaft den vierten Platz.
Mit dem Jahr 1981 begann eine dreijährige Siegesserie in der österreichischen 125-cm³-Meisterschaft. Frauwallner sicherte sich 1981, 1982 und 1983 jeweils den ersten Platz in der Staatsmeisterschaft.
1984 errang Frauwallner den Titel des deutschen Vizemeisters in der Klasse 125 cm³ und den des bayrischen Meisters in derselben. Im Jahr 1985 kehrte Frauwallner nach Österreich zurück und konnte die österreichische 125-cm³-Staatsmeisterschaft wieder für sich entscheiden. Er gewann 1985 alle 14 Meisterschaftsrennen. Außerdem wurde er 1985 auch der erste Sieger des internationalen Hallencross in Wien und stellte mit 40 Metern einen österreichischen Weitsprungrekord auf. 1986 gewann er ein letztes Mal die 125-cm³-Staatsmeisterschaft. 1987 wurde Frauwallner beim Internationalen Stationcross in Indien Dritter.
1988 fuhr Frauwallner in Thailand und Malaysien internationale Rennen und wurde Zweiter und Dritter, ehe er sich aus dem aktiven Moto-Cross-Sport zurückzog. Frauwallner konnte bis zu diesem Zeitpunkt knapp 300 Siege auf der ganzen Welt feiern.

### Tour Nordlicht

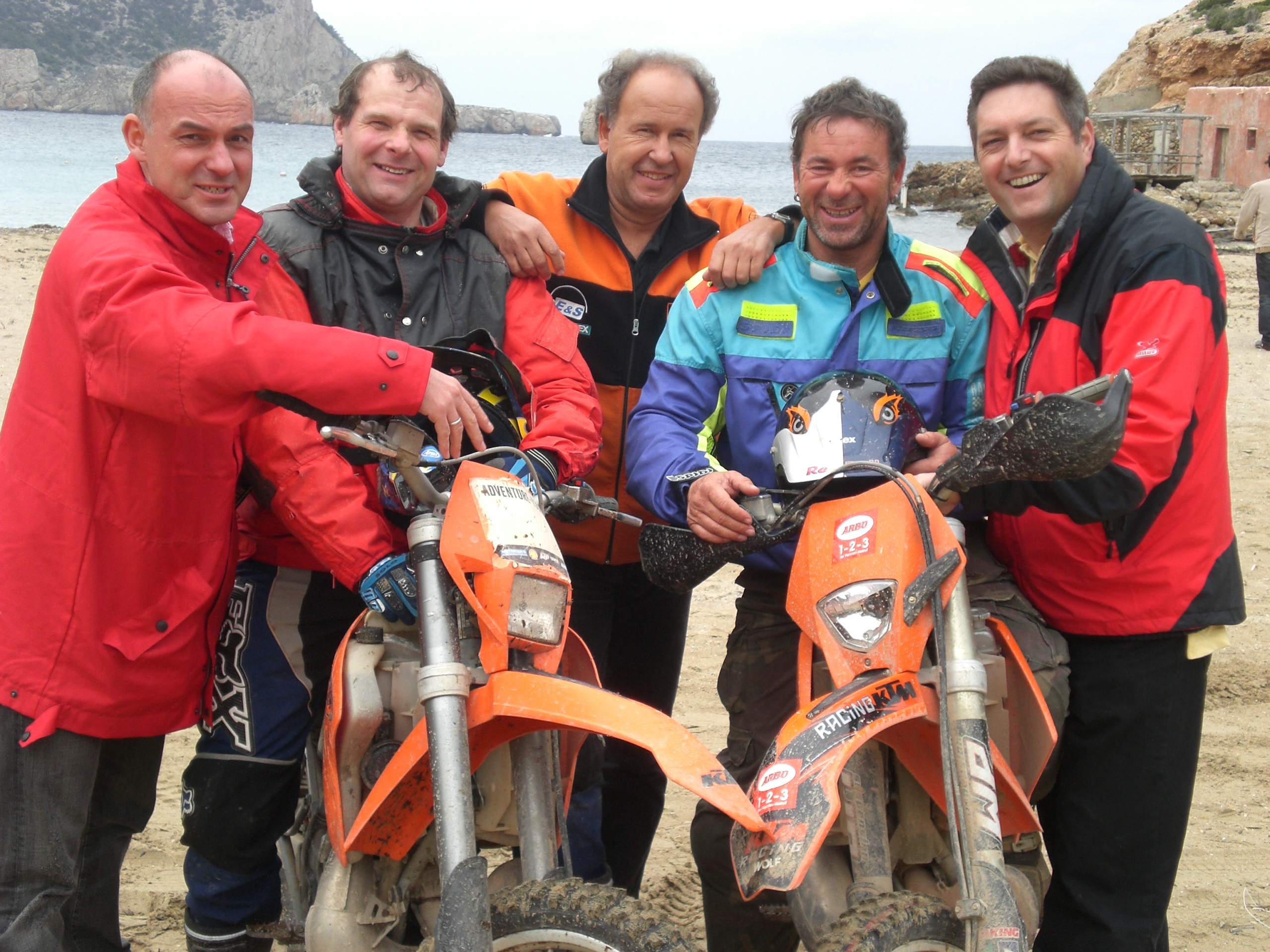
Helly mit seinem Team für die Tour Nordlicht.

Nach einer 18-jährigen Pause vom aktiven Motorsport bereitete sich Frauwallner mit dem Kärntner Heinz Koller für eine Weltumrundung der besonderen Art vor: In 160 Tagen umrundeten sie bei der Tour Nordlicht den Globus – entlang des nördlichen Polarkreises. Am 19. Mai 2007 fiel für diese Umrundung der Startschuss in Feldbach (Südoststeiermark). Zur Strecke gehören Teile Asiens, Nordamerikas und Europa, bis hin zu Grönland, der größten Insel der Welt. Durchfahren wurden auch die zwei flächenmäßig größten Länder der Erde, Russland und Kanada. Damit führte die Tour Nordlicht die beiden Piloten über 50.000 km durch 18 Länder, drei Kontinente und alle Zeitzonen der Erde. Extreme Temperaturunterschiede erlebten dabei nicht nur die beiden Piloten, sondern auch ihre Motorräder und führten Mensch und Maschine an ihre Grenze.

### Späte Rallyekarriere ab 2008

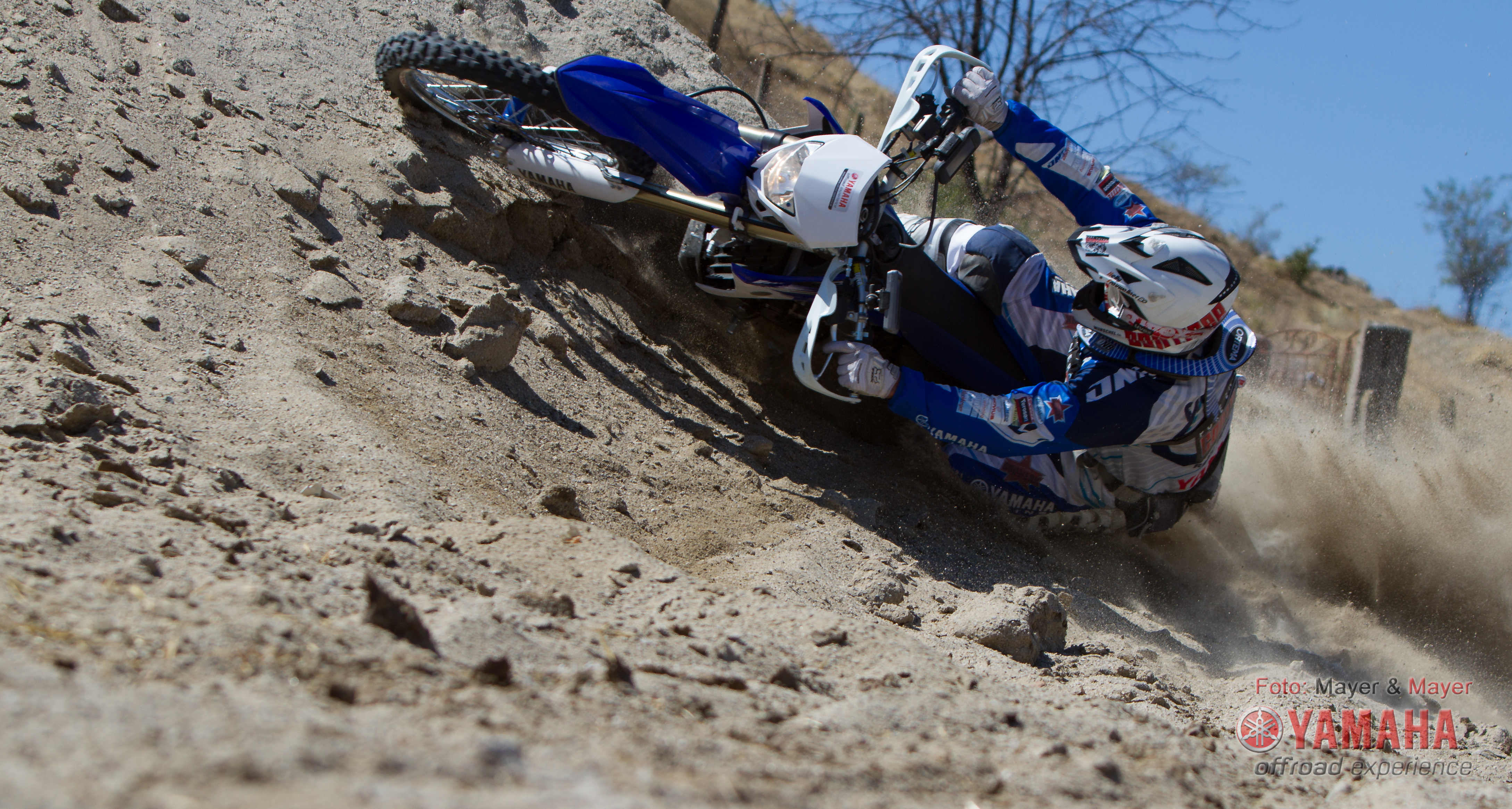
HF bei der Rally in Bulgarien.

Nach der Tour Nordlicht stieg Frauwallner 2008 in den Rallyesport ein, startete erstmals in Bulgarien und belegte auf Anhieb Platz zwei.

#### Mongol Rally 2008
Trotz eines Sturzes während der Rallye in der Wüste konnte Helly Frauwallner als erster Österreicher nach 3200 km Steppe und Wüste seine Motorradklasse gegen die besten asiatischen Rallyefahrer in der Mongolei knapp seine erste internationale Rallye gewinnen.

#### Heros Legend 2009
2009 startet Frauwallner bei der Rallye Heroes Legend (Route: Paris nach Dakar). Er erreichte mit seinem österreichischen Teamkollegen, dem Rechtsanwalt Christian Horwath, den Gesamtsieg in der Teamwertung und den zweiten Gesamtrang in der Einzelwertung. Das Team „Contiger Rallye Team“ fuhr die Originalroute „Paris-Dakar“ von 8.300 km in 17 Tagen: bis zu 700 km pro Tag.

#### Raid de Himalaya 2010–2014
2010 startete Frauwallner erstmals bei „Raid de Himalaya“ in Indien, der höchsten Rallye der Welt. Hier schied er bereits am zweiten Tag nach einem Navigationsfehler aus. Durch die extreme Höhenlage gilt diese Rallye als eine der gefährlichsten der Welt und zwingt Piloten immer wieder, aufgrund von Sauerstoffmangel das Rennen vorzeitig zu beenden. Unvorhersehbare Wintereinbrüche haben zudem schon mehrfach Tote im Rennen gefordert. Eine „Drop Out Quote“ der Teilnehmen von mehr als 50 % ist nicht außergewöhnlich. 2011 startete Frauwallner wieder und gewann als erster Österreicher diese Rallye.

#### Wechsel zu Yamaha 2012
2012 wechselte Frauwallner zu Yamaha und wurde von „Yamaha Moto Austria“ unterstützt. Er gewann die Evia-Rallye in Griechenland und erzielte 2012 bei der „Raid de Himalaya“ in Indien den zweiten Platz.

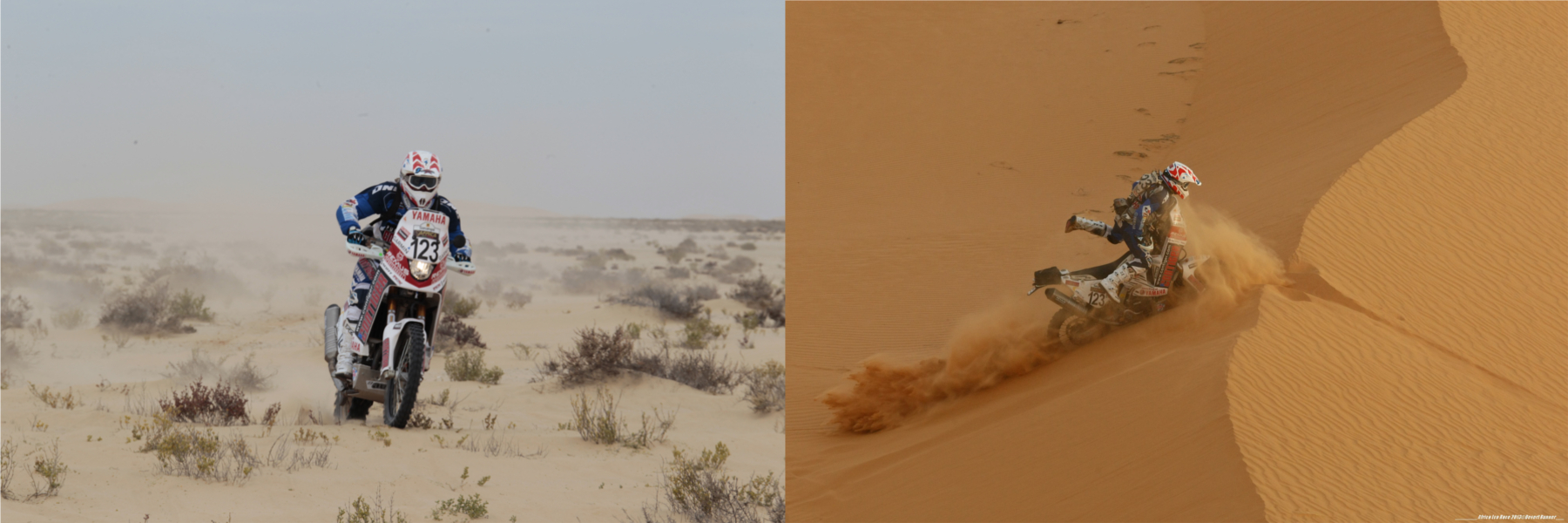
Helly Frauwallner stürzte 2013 schwer.

#### Gesamt-Rallyesieg 2013 in Indien
Am 4. Oktober 2013 startete Frauwallner wieder bei der höchsten Rallye der Welt. Bei der vorletzten Etappe erzielte Frauwallner eine Rekordzeit, wurde dann sogar Gesamtsieger der 150 Teilnehmer und schlug auch alle Rallyeautos.

#### Intercontinental Rally 2015
Am 26. Jänner 2015 startete Frauwallner als Leader des TEAM AUSTRIA mit 11 weiteren Rallypiloten bei der Intercontinental Rally 2015.

#### Gibraltar-Race 2016

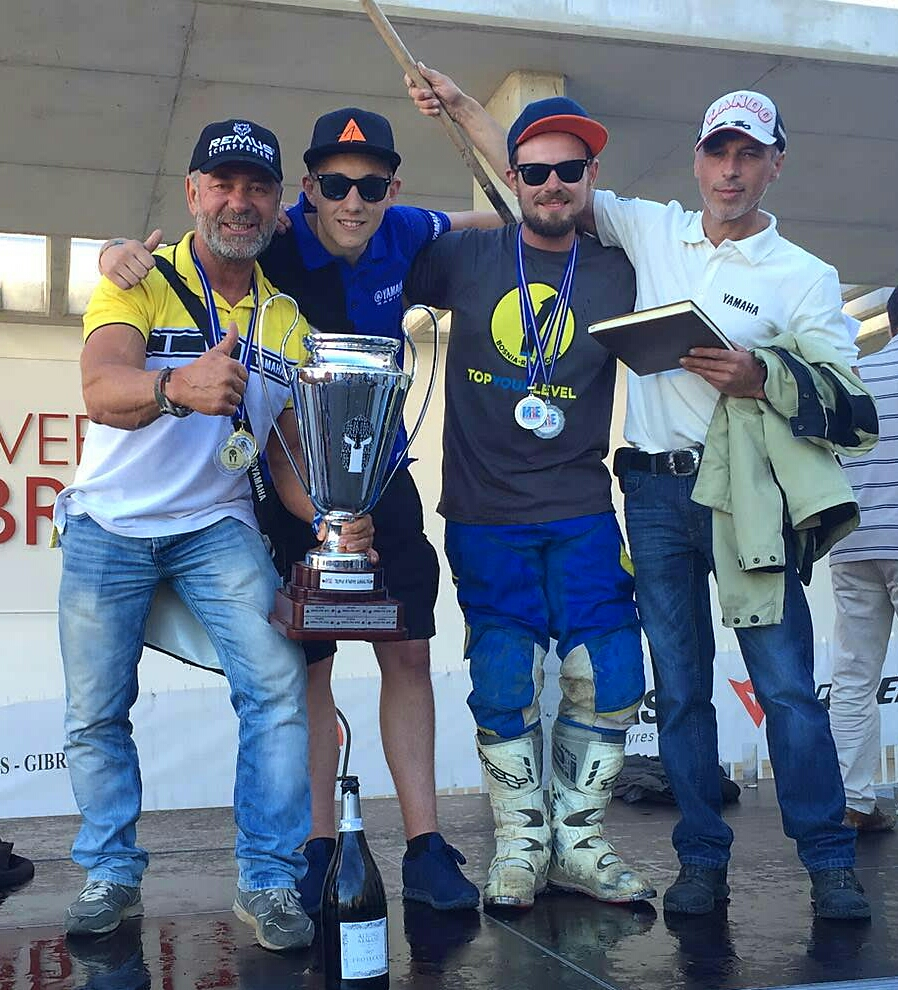
Frauwallner bei Siegerehrung 2016 mit Sohn Andre und Betreuerteam.

Im Juni 2016 startete Frauwallner zusammen mit seinem Sohn Andre und einem österreichischen Begleitteam bei der Langstrecken-Rally Gibraltar-Race. Die Rally startete in Athen und führte durch 14 verschiedene Länder mit Endziel Gibraltar. Helly Frauwallner gewann mit großem Vorsprung vor seinem Sohn Andre (Teilnehmerfeld: 70 Teilnehmer). Zusätzlich hatte Helly Frauwallner eine Friedensbotschaft vom steirischen Landeshauptmann Hermann Schützenhöfer in einem Friedensbuch mit sich, indem viele Prominente, Politiker, Fans und Fahrer sich einschrieben.

#### Gibraltar-Race 2017
Im darauffolgenden Jahr nahm Helly Frauwallner wieder an der Gibraltar-Race Rally teil und gewann in seiner Motorradklasse und wurde Gesamtzweiter hinter dem Engländer Mark Kinnard.

## Erfolge
- 1975 Juniorenstaatsmeister
- 1976 Juniorenstaatsmeister
- 1977 4. Platz Staatsmeisterschaft 125 cm³
- 1978 Staatsmeister 75 cm³
- 1979 2. Platz in der Staatsmeisterschaft 125 cm³
  - 2. Platz in der Staatsmeisterschaft 250 cm³
- 1980 3. Platz in der Staatsmeisterschaft 125 cm³
  - 4. Platz in der Staatsmeisterschaft 250 cm³
- 1981 Staatsmeister 125 cm³
- 1982 Staatsmeister 125 cm³
- 1983 Staatsmeister 125 cm³
- 1984 Deutscher Vizemeister 125 cm³ und Bayrischer Meister
- 1985 Staatsmeister 125 cm³ Erster Sieger beim intern. Hallencross in Wien Österreichischer Weitsprungrekord mit 40 Metern
- 1986 Staatsmeister 125 cm³
- 1991 Europa-Touren mit einer Enduro nach Spanien, Türkei und 1996 Griechenland
- 1997 Quer durch Marokko mit dem Motorrad
- 2007 „Tour Nordlicht“ in 160 Tagen rund um den Globus
- 2008 Sieger Mongol Rally Klasse 450 cm³
- 2009 Rallye Bulgaria dritter Platz Gesamtwertung
- 2009 Rallye Heroes Legend von Paris nach Dakar 2. Platz Einzel-, 1. Platz Teamwertung
- 2010 Mit dem Motorrad auf das Dach der Welt – Himalaya-Rallye
- 2011 Sieger der "Raid de Himalaya"
- 2012 Sieger der Evia Rallye in Griechenland
- 2012 "Raid de Himalaya" 2. Platz
- 2013 Sieger der "Raid de Himalaya"
- 2016 Sieger der Gesamtwertung 'Gibraltar-Race'
- 2017 Sieger der Motorradklasse 'Gibraltar-Race'